# Anaplecta otomia
Anaplecta otomia är en kackerlacksart som beskrevs av Henri Saussure 1869. Anaplecta otomia ingår i släktet Anaplecta och familjen småkackerlackor. Inga underarter finns listade i Catalogue of Life.